# Сидоряк Микола Миколайович
Микола Миколайович Сидоряк (*24 грудня 1922 — 1996), письменник родом з Закарпаття (с. Великий Бичків).
Романи: «Залізна трава» (1968), «Йосиф прекрасний» (1969), «Труханів острів» (1972). «Довірники»
Автор літературно-критичних нарисів і кіносценаріїв; перекладач.